# Metacolus azureus
Metacolus azureus är en stekelart som först beskrevs av Julius Theodor Christian Ratzeburg 1844.  Metacolus azureus ingår i släktet Metacolus och familjen puppglanssteklar. Arten är reproducerande i Sverige. Inga underarter finns listade i Catalogue of Life.